# Stazione di Deiva
La stazione di Deiva era una stazione ferroviaria posta sul vecchio tracciato della ferrovia Genova-Pisa tra Riva Trigoso e Framura, dismesso all'inizio degli anni trenta, nel comune di Deiva Marina.

## Storia

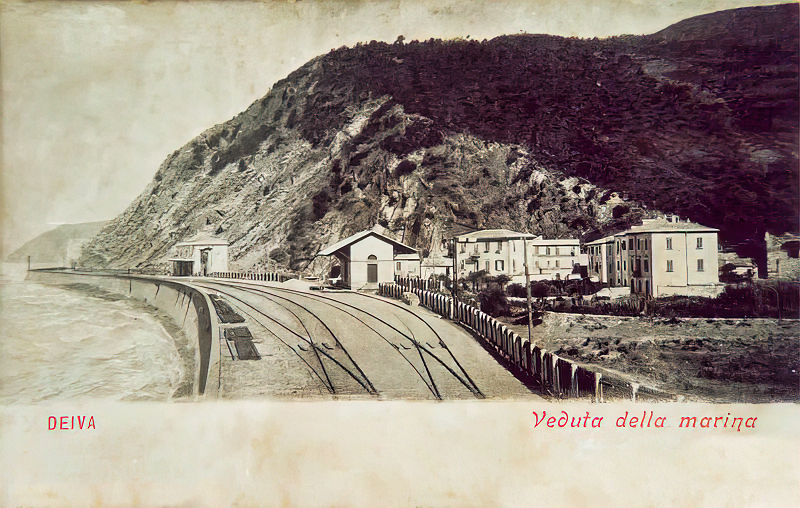
Panoramica del piazzale di stazione, posta a ridosso del mare

L'impianto venne inaugurato il 24 ottobre 1874, contestualmente alla tratta ferroviaria Sestri Levante-La Spezia, sotto la gestione della Società per le Ferrovie dell'Alta Italia.
Venne costituito come stazione e posto a ridosso della spiaggia dell'abitato di Deiva Marina, ad appena 9 metri sul livello del mare, e proprio per questo motivo, la sede ferroviaria fu spesso danneggiata dalle frequenti mareggiate con conseguenti interruzioni e disagi alla circolazione. Due esempi importanti si ebbero nel 1879 e nel 1898: nel primo caso si verificò una depressione di 2 m per 70 m nella zona d'ingresso lato Pisa della stazione e nel secondo un muraglione di sostegno nel tratto di linea tra Deiva e Framura venne gravemente danneggiato con uno squarcio di 120 m.
Altri problemi della stessa natura si verificarono all'inizio nel Novecento: tra il 1908 e il 1909 le FS effettuarono dei lavori di manutenzione straordinaria per il consolidamento della sede, sforzi resi vani dall'ennesima fortissima mareggiata verificatasi tra il 2 e il 4 novembre 1910, che provocò l'abbassamento del binario e il danneggiamento dei muri di sostegno. La circolazione venne riattivata il successivo 8 novembre.
Le FS, dati i frequenti problemi strutturali, presero la decisione di spostare la linea a monte e, con l'occasione, realizzarla a doppio binario. La stazione e la linea rimasero in esercizio fino al 10 ottobre 1932, data in cui il vecchio tracciato venne soppresso in seguito all'attivazione del nuovo tracciato a doppio binario fra Riva Trigoso e Framura. Venne prevista e attivata una nuova stazione, posta in rilevato di 5 metri rispetto alla quota media dell'abitato di Deiva.

## Strutture e impianti
La stazione disponeva di un fabbricato viaggiatori a tre assi che si sviluppava su due piani, ora ristrutturato e sede di un ristorante, di uno scalo merci composto di magazzino, piano caricatore e tronchino dedicato. Il piazzale contava di 3 binari dedicati al servizio viaggiatori, serviti da banchina, più il precedente binario tronco.
Da una statistica effettuata dalle FS a metà anni venti del Novecento, la stazione contava di un apparato centrale idrodinamico localizzato in cabina propria e separata dal fabbricato viaggiatori, con 8 leve per segnali e 6 per deviatoi, 5 deviatoi semplici e 2 doppi, un magazzino di area 45 m² e 10 m di lunghezza accosto, un piano caricatore scoperto di area 35 m² e 7 m di lunghezza accosto. La lunghezza complessiva dei binari dedicati al movimento era di 1039 m.

## Movimento
|                       | 1899 | 1899 | 1910 | 1910 | 1920 | 1920 | 1930 | 1930 |
| D                     | P    | D    | P    | D    | P    | D    | P    |      |
| --------------------- | ---- | ---- | ---- | ---- | ---- | ---- | ---- | ---- |
| Diretti               |      |      |      |      |      |      | 1    | 2    |
| Accelerati            | 1    | 1    | 5    | 7    | 4    | 4    | 5    | 4    |
| Locali                |      |      | 1    |      |      |      |      |      |
| Omnibus               | 3    | 3    |      |      |      |      | 1    | 3    |
| Misti                 |      | 1    |      |      | 1    |      |      |      |
| Merci con viaggiatori |      | 1    | †    | †    | †    | †    | †    | †    |
| Totale                | 4    | 6    | 6    | 7    | 5    | 4    | 7    | 9    |

Nel 1911 la stazione aveva un traffico giornaliero di 16 917 persone di cui 3 245 con biglietto a tariffa intera e 13 672 a tariffa ridotta, e risultava essere annessa al traffico merci a grande, piccola velocità accelerata e ordinaria, spedendo merci come posta, cibarie e bestiame.
Nel 1929 risultavano affluire 26 276 viaggiatori con un ricavo di 139 245 lire, 16559 t di merce spedita e 3106 t in arrivo. L'anno seguente, appena due anni prima della chiusura, risultavano 19 537 viaggiatori e 125 983 lire, 8687 t di merci spedita e 3062 t in arrivo, in netto calo rispetto all'annata precedente.

### Incidenti
La maggior parte degli incidenti occorsi vennero causati dai dissesti provocati dalle mareggiate a cui la linea e l'impianto stesso erano esposti data la posizione in cui si trovavano.
Il 4 giugno 1908 il treno viaggiatori 1705 da Genova a Pisa sviò sul binario di corretto tracciato facendo rovesciare sul fianco il primo veicolo in composizione, un postale. Lo svio era stato provocato dalla rottura di un tirante del freno del tender annesso alla locomotiva che, cadendo, fece aprire il deviatoio. Qualche anno dopo, il 19 novembre 1919, il treno merci 5703, composto del mezzo di trazione e di 5 carri, cadde in mare a causa di una violenta e improvvisa mareggiata.

### Annotazioni
1. ↑  Identificati in orario con le sigle "Acc" o "A". Se effettuati con materiale leggero venivano riportati con le sigle "AT" (automotrici) o "ET" (elettromotrici).
2. ↑  È indicata la somma dei treni da Genova a Pisa (dispari) a sinistra e viceversa (pari) a destra.

### Orari
- Direzione generale delle Ferrovie dello Stato, Orario generale delle strade ferrate, delle tramvie, della navigazione e delle messaggerie postali del Regno d'Italia, su archiviofondazionefs.it, Torino, Fratelli Pozzo, validità dal 1º al 31 gennaio 1910,  pp. 44 e 47. URL consultato il 26 ottobre 2021.
  -  Direzione generale delle Ferrovie dello Stato, Quadro 50 Modane-(Susa)-Torino-Genova-Pisa-Livorno-Firenze-(Livorno)-Colle Salvetti-Civitavecchia-Roma, su archiviofondazionefs.it, Torino, Fratelli Pozzo, validità dal 1º al 31 gennaio 1910,  p. 44. URL consultato il 26 ottobre 2021.
  -  Direzione generale delle Ferrovie dello Stato, Quadro 50 Roma-Civitavecchia-Colle Salvetti-(Livorno)-Firenze-Livorno-Pisa-Genova-Torino-(Susa)-Modane, su archiviofondazionefs.it, Torino, Fratelli Pozzo, validità dal 1º al 31 gennaio 1910,  p. 47. URL consultato il 26 ottobre 2021.
- Direzione generale delle Ferrovie dello Stato, Orario generale Ferrovie - Tramvie - Navigazione e servizi automobilistici, su archiviofondazionefs.it, Torino, Fratelli Pozzo, validità dal 1º al 31 gennaio 1920,  pp. 54, 57. URL consultato il 26 ottobre 2021.
  -  Direzione generale delle Ferrovie dello Stato, Quadro 50 (Modane-Torino-Alessandria)-Genova-Pisa-Firenze-(Livorno-Civitavecchia-Roma), su archiviofondazionefs.it, Torino, Fratelli Pozzo, validità dal 1º al 31 gennaio 1920,  p. 54. URL consultato il 26 ottobre 2021.
  -  Direzione generale delle Ferrovie dello Stato, Quadro 50 (Roma-Civitavecchia-Livorno)-Firenze-Pisa-Genova-(Alessandria-Torino-Modane), su archiviofondazionefs.it, Torino, Fratelli Pozzo, validità dal 1º al 31 gennaio 1920,  p. 57. URL consultato il 26 ottobre 2021.
- Ministero delle Comunicazioni, Orario Generale Ferrovie - Navigazione Lacuale - Tramvie - Servizi automobilistici - Navigazione marittima e linee aeree, su archiviofondazionefs.it, Torino, Fratelli Pozzo, validità dal 1º al 31 gennaio 1930,  pp. 41 e 45. URL consultato il 26 ottobre 2021.
  -  Ministero delle Comunicazioni, Quadro 50 (Modane-Torino-Alessandria)-Genova-Pisa-Firenze-(Livorno-Civitavecchia-Roma), su archiviofondazionefs.it, Torino, Fratelli Pozzo, validità dal 1º al 31 gennaio 1930,  p. 54. URL consultato il 26 ottobre 2021.
  -  Ministero delle Comunicazioni, Quadro 50 (Roma-Civitavecchia-Livorno)-Firenze-Pisa-Genova-(Alessandria-Torino-Modane), su archiviofondazionefs.it, Torino, Fratelli Pozzo, validità dal 1º al 31 gennaio 1930,  p. 57. URL consultato il 26 ottobre 2021.